# Lijst van voetbalinterlands Kosovo - Slovenië
Deze lijst van voetbalinterlands is een overzicht van alle officiële voetbalwedstrijden tussen de nationale teams van Kosovo en Slovenië. De landen speelden tot op heden twee keer tegen elkaar. De eerste ontmoeting, een groepswedstrijd tijdens de UEFA Nations League 2020/21, vond plaats in Pristina op 11 oktober 2020. De laatste ontmoeting, in dezelfde competitie, werd op 15 november 2020 gespeeld in Ljubljana.

## Wedstrijden
| № | Plaats    | Datum            | Competitie                  | Wedstrijd         | Uitslag |
| - | --------- | ---------------- | --------------------------- | ----------------- | ------- |
| 1 | Pristina  | 11 oktober 2020  | UEFA Nations League 2020/21 | Kosovo − Slovenië | 0 − 1   |
| 2 | Ljubljana | 15 november 2020 | UEFA Nations League 2020/21 | Slovenië − Kosovo | 2 − 1   |
| 3 | Pristina  | 10 oktober 2025  | WK 2026 kwalificatie        | Kosovo − Slovenië |         |
| 4 | Ljubljana | 15 november 2025 | WK 2026 kwalificatie        | Slovenië − Kosovo |         |

## Samenvatting
| Competitie          | Totaal gespeeld | Winst Kosovo | Gelijk | Winst Slovenië | Doelsaldo Kosovo – Slovenië |
| ------------------- | --------------- | ------------ | ------ | -------------- | --------------------------- |
| UEFA Nations League | 2               | 0            | 0      | 2              | 1 − 3                       |
| Totaal              | 2               | 0            | 0      | 2              | 1 − 3                       |

## Details

### Eerste ontmoeting
| UEFA Nations League 2020/21 (Pristina, Kosovo, 11 oktober 2020): |       |                  |
| Kosovo                                                           | 0 – 1 | Slovenië         |
|                                                                  | goals | 22' Haris Vučkić |

### Tweede ontmoeting
| UEFA Nations League 2020/21 (Ljubljana, Slovenië, 15 november 2020): |       |                  |
| Slovenië                                                             | 2 – 1 | Kosovo           |
| Jasmin Kurtič 63' Josip Iličić 90+4' (pen.)                          | goals | 58' Vedat Muriqi |

FFK · 
Kosovaars vrouwenelftal · Kosovo U19 · Kosovo U17
2010 – 2019 ·
2020 − 2029
2014 · 
2015 · 
2016 · 
2017 · 
2018 ·
2019 ·
2020 ·
2021 ·
2022 ·
2023 ·
2024 ·
2025
Albanië ·
Andorra ·
Armenië ·
Azerbeidzjan · 
Bulgarije · 
Burkina Faso ·
Comoren · 
Cyprus ·
Denemarken ·
Engeland ·
Equatoriaal-Guinea ·
Faeröer ·
Finland ·
Gambia ·
Georgië ·
Gibraltar ·
Griekenland ·
Guinee ·
Haïti ·
Hongarije ·
IJsland ·
Israël ·
Jordanië ·
Kroatië ·
Letland ·
Litouwen ·
Madagaskar ·
Malta ·
Moldavië ·
Montenegro ·
Noord-Ierland ·
Noord-Macedonië ·
Noorwegen ·
Oekraïne ·
Oman ·
Roemenië ·
San Marino ·
Senegal ·
Slovenië ·
Spanje ·
Tsjechië ·
Turkije ·
Wit-Rusland ·
Zweden ·
Zwitserland
NZS · A-internationals · Bondscoaches · Selecties · Statistieken · Sloveens vrouwenelftal · Olympisch elftal · Slovenië U21 · Slovenië U20 · Slovenië U19 · Slovenië U18 · Slovenië U17 · Slovenië U16
1991 – 1999 ·
2000 – 2009 ·
2010 – 2019 ·
2020 − 2029
EK's: 1996 · 
2000 · 
2004 · 
2008 · 
2012 · 
2016 · 
2020 · 
2024
WK's: 1998 · 
2002 · 
2006 · 
2010 · 
2014 · 
2018 ·
2022
1991 · 
1992 · 
1993 · 
1994 · 
1995 · 
1996 · 
1997 · 
1998 · 
1999 · 
2000 · 
2001 · 
2002 · 
2003 · 
2004 · 
2005 · 
2006 · 
2007 · 
2008 · 
2009 · 
2010 · 
2011 · 
2012 · 
2013 · 
2014 · 
2015 · 
2016 · 
2017 · 
2018 ·
2019 ·
2020 ·
2021 ·
2022 ·
2023 ·
2024
Albanië ·
Algerije ·
Argentinië ·
Armenië ·
Australië ·
Azerbeidzjan ·
België ·
Bosnië en Herzegovina ·
Bulgarije ·
Canada ·
China ·
Colombia ·
Cyprus ·
Denemarken ·
Duitsland ·
Engeland ·
Estland ·
Faeröer ·
 Finland ·
Frankrijk ·
Georgië ·
Ghana ·
Gibraltar ·
Griekenland ·
Honduras ·
Hongarije ·
IJsland ·
Israël ·
Italië ·
Ivoorkust ·
Joegoslavië ·
Kazachstan ·
Kosovo ·
Kroatië ·
Letland ·
Litouwen ·
Luxemburg ·
Malta ·
Mexico ·
Moldavië ·
Montenegro ·
Nederland ·
Nieuw-Zeeland ·
Noord-Ierland ·
Noord-Macedonië ·
Noorwegen ·
Oekraïne ·
Oman ·
Oostenrijk ·
Paraguay ·
Polen ·
Portugal ·
Qatar ·
Roemenië ·
Rusland ·
San Marino ·
Saoedi-Arabië ·
Schotland ·
Servië ·
Servië en Montenegro ·
Slowakije ·
Spanje ·
Trinidad en Tobago ·
Tsjechië ·
Tunesië ·
Turkije · 
Uruguay ·
Verenigde Arabische Emiraten ·
Verenigde Staten ·
Wales ·
Wit-Rusland ·
Zuid-Afrika ·
Zweden ·
Zwitserland
Algerije (2010) · 
Engeland (2010) · 
Paraguay (2002) · 
Spanje (2002) · 
Verenigde Staten (2010) · 
Zuid-Afrika (2002)